# Walc (muzyka)
Walc – muzyczna forma taneczna oparta na tańcu walc.

Rytm walca

Zwykle w formie pieśni dwuczęściowej lub trzyczęściowej. Tempo różnorodne od wolnego do szybkiego. Metrum nieparzyste 3/4. Wyraźny rytm w akompaniamencie.
Znane walce fortepianowe:
- Johannes Brahms:
  - 16 walców na fortepian op. 39 (1869);
- Fryderyk Chopin:
  - 3 walce na fortepian op. 64 (1847);
- Antonín Dvořák:
  - 8 walców (8) na fortepian op. 54 (1880).

Słynne walce koncertowe:
- Carl Maria von Weber:
  - Zaproszenie do tańca (tytuł oryginalny: Aufforderung zum Tanz – w oryginale utwór fortepianowy na 4 ręce, instrumentacja symfoniczna pochodzi od Hektora Berioza);
- Joseph Lanner:
  - Trennungs-Walzer (tytuł anglojęzyczny Separation) op. 19;
  - Amoretten op. 53,
  - Die Humoristiker (tytuł anglojęzyczny The Humorists) op. 92;
  - Pesther-Walzer op. 93;
  - Abschied von Pest (tytuł anglojęzyczny Farewell from Pest) op. 95;
  - Die Werber op. 103;
  - Promień nadziei (tytuł oryginalny: Hoffnungsstrahlen)
  - Walc Koronacyjny (tytuł oryginalny: Krönungswaltzer), op. 133;
  - Hofballtänze (tytuł anglojęzyczny Royal Court Dances) op. 161;
  - Die Romantiker (tytuł anglojęzyczny The Romantics) op. 167;
  - Schönbruńczycy (tytuł oryginalny: Die Schönbrunner), op.200;
- Johann Strauss (ojciec):
  - Lorelay (tytuł oryginalny: Lorelay-Rhein-Klänge);
- Johann Strauss (syn):
  - Epigramy (tytuł oryginalny: Sinngedichte) op. 1 (1844);
  - Eolskie tony op. 88;
  - Akceleracje (tytuł oryginalny: Accelerationen) op. 235 (1860);
  - Gazetki poranne (tytuł oryginalny: Morgenblätter) op. 279;
  - Deliria (tytuł oryginalny: Delirien);
  - Nad pięknym modrym Dunajem (tytuł oryginalny: An der schönen blaue Donau) op. 314 (1867);
  - Życie artysty (tytuł oryginalny: Künstlerleben) op. 316 (1867);
  - Telegramy (tytuł oryginalny: Telegramme) op. 318 (1867);
  - Opowieści Lasku Wiedeńskiego (tytuł oryginalny: Geschichten aus dem Wiennerwald) op. 325 (1868);
  - Wino, kobieta i śpiew (tytuł oryginalny: Wein, Weib und Gesang) op. 333 (1869);
  - Wiedeńska krew (tytuł oryginalny: Wiener Blut) op. 354 (1873);
  - Róże południa (tytuł oryginalny: Rosen aus dem Süden) op. 388 (1880);
  - Odgłosy wiosny (tytuł oryginalny: Frühlingsstimmen) op. 410 (1883);
  - Walc cesarski (tytuł oryginalny: Kaiser-Waltzer) op. 437 (1888);
- Josef Strauss:
  - Muzyka sfer (tytuł oryginalny: Sphären-Klänge);
- Franz Lehár:
  - Złoto i srebro;
- Iosif Ivanovici:
  - Fale Dunaju;
- Émile Waldteufel:
  - Walc Łyżwiarzy (tytuł oryginalny: Les Patineurs);
  - Walc radości (tytuł oryginalny: Flots de joie);
  - Miłość i wiosna (tytuł oryginalny: Amour et Printemps);
  - Estudiantina (tytuł oryginalny: Estudiantina);
  - Myosotis;
  - Tout a vous;
  - A toi;
  - Pomone;
- Archibald Joyce:
  - Marzenie;
  - Czarna Orchidea;
  - Wspomnienie;
  - Tysiąc Pocałunków;
  - Pieśń jesieni;
- Juventino Rosas:
  - Nad falami (tytuł oryginalny: Sobre las Olas);
- Dmitrij Szostakowicz:
  - Walc 2
- Ilja Szatrow:
  - Na wzgórzach Mandżurii;
  - Wiosenne burze.

Słynne walce wchodzące w skład większych kompozycji:
- Charles Gounod:
  - walc z opery Faust;
  - Walc Julii z opery Romeo i Julia;
  - Noc Walpurgi (scena baletowa z opery Faust, skomponowana w metrum 3/4, częściowo w rytmie walca);
- Léo Delibes:
  - Walc Swanhildy (scena z baletu Coppélia);
- Jacques Offenbach:
  - Walc Olimpii – scena z opery Opowieści Hoffmanna;
  - koloraturowa Aria ze szczękiem sprężyny z opery Opowieści Hoffmanna;
- Giuseppe Verdi:
  - Walc Brindisi (znany także jako Toast) – scena z opery La Traviata;
- Piotr Czajkowski:
  - walc – scena z baletu Jezioro łabędzie;
  - walc – scena z baletu Śpiąca królewna;
  - Walc kwiatów – scena finałowa z baletu Dziadek do orzechów;
- Ludwig Minkus:
  - Walc Paquity z baletu Paquita;
  - Walc Królowej Dryad z baletu Don Quixote;
  - Walc Dylcynei z baletu Don Quixote;
  - Walc Don Kichota z baletu Don Quixote;
- Johann Strauss (syn):
  - Walc skarbów – scena z operetki Baron cygański;
- Richard Strauss:
  - walc z opery Kawaler srebrnej róży;
- Imre Kálmán:
  - walc z operetki Księżniczka Czardasza.